# Мийо, Энзо
Энзо́ Ками́ль Але́н Мийо́ (фр. Enzo Camille Alain Millot; родился 17 июля 2002) — французский футболист, полузащитник саудовского клуба «Аль-Ахли».

## Клубная карьера
Уроженец Люсе, Эр и Луар, Мийо выступал за молодёжные команды клубов «Этуаль де Бру», «Шартр» и «Друэ». В июле 2017 года присоединился к футбольной академии «Монако». В июле 2019 года подписал свой первый профессиональный контракт с клубом. 4 октября 2020 года дебютировал в основном составе «Монако» в матче французской Лиги 1 против «Бреста», выйдя на замену Сеску Фабрегасу.
14 августа 2021 года перешёл в немецкий клуб «Штутгарт», подписав контракт до 2025 года.

## Карьера в сборной
Выступал за сборные Франции до 16, до 17 и до 18 лет. В 2019 году в составе сборной Франции до 17 лет сыграл на юношеском чемпионате Европы в Ирландии и на юношеском чемпионате мира в Бразилии. В составе олимпийской сборной Франции стал серебряным призером Игр в Париже.

## Достижения
«Штутгарт»
- Обладатель Кубка Германии: 2024/25

Олимпийская Сборная Франции
- Серебряная медаль Олимпийских игр: 2024